# 朴容錫
朴容錫（박용석，1928年—2007年3月17日），北韓政治家，官至朝鮮勞動黨中央委員會審查委員長、黨中央委員及最高人民會議代議員。2007年因病而死。

## 生平
朴容錫出生於咸鏡北道，後於金日成綜合大學和蘇聯運輸鐵路大學畢業。1961年，他被任命為交通及城市建設部長。1967年，他在最高人民會議選舉中當選代議員。1970年，他被任命為黨中央委員會委員。兩年後，他成為黨中央交通及城市建設部長。1977年，他獲委任為鐵路部部長，並連任最高人民會議代議員一職。
1980年，朴容錫再被選為黨中央委員會委員。兩年後，他獲金日成勛章榮譽，又第三度成為最高人民會議代議員。1985年，他晉升為政務院交通委員會委員長。翌年，又兼任政務院鐵路部部長。1990年，他第四度當選最高人民會議代議員。1994年，金日成去世，朴容錫被列入為金日成治喪委員會委員。翌年，又成為吳振宇治喪委員會委員。1998年，他第五次成為最高人民會議代議員。隨後的一年，他成為黨中央委員會審查委員長。2003年，他最後一次當選最高人民會議代議員。2005年，他被納為延亨默治喪委員會委員。
2007年3月17日，朴容錫因癌症病逝，享年80歲。

## 資料來源
1. 1 2  "朴容錫氏死去　朝鮮労働党検閲委員長" 《47news》 2007 3 18
2. 1 2 3 4 5 6  .   [2014-01-19]. （原始内容存档于2014-02-01）.